# Politzek.me
Politzek.me — белорусская платформа для помощи политическим заключённым в Беларуси, содержащая актуальную базу политических заключённых в Беларуси. Была создана в ноябре 2020 года после начала массовых протестов предвыборным штабом Виктора Бабарико, кандидата в президенты на выборах 2020 года, при информационной поддержке Правозащитного центра «Весна» . Глава организации и её соосновательница Инна Ковалёнок.

## Описание платформы
Платформа была создана для того, чтобы сделать тему политзаключённых более доступной и дестигматизировать самих политзаключённых, внедряя творческие решения. Проект стартовал как сайт, на котором размещена база данных белорусских политзаключённых и их истории. Заходя на сайт пользователь может узнать актуальную информацию о политзаключённом, написать письмо политзаключённому, отправить открытку, сделать пожертвование, или отправить посылку в СИЗО. Пользователь также может анонимно обозначить, что оказывает помощь конкретному политзаключенному, добавив его в друзья на сайте. Под дружбой понимается выполнение определенных действий выбранному политзаключенному для поддержки, но без прямого контакта с человеком. Количество друзей каждого политзаключенного отображается на сайте Politzek.me.
Politzek.me считает, что письма могут стать для политзаключённых источником ободрения и поддержки, а пожертвования семьям политзаключённых могут облегчить финансовые трудности, с которыми семьи сталкиваются после задержания близких, а также обеспечить ресурсы, необходимые для поддержки семьями самих заключённых.
Общая идея веб-сайта заключается в том, чтобы предоставить людям возможность действовать и поддерживать тех, кто борется за демократию и права человека в Беларуси, а также способствовать повышению осведомлённости о ситуации в международном сообществе.
В феврале 2023 года команда проекта Politzem.me запустила свой онлайн-журнал «Politzek Times». В журнале рассказывается об о том, что белорусские политзаключённые переживают и в заключении, и после освобождения.
По состоянию на март 2023 года Politzek.me признал политзаключёнными в Беларуси 1742 человека.
В ноябре 2023 года интернет-страницы проекта были признаны экстремистскими материалами в Беларуси, а в апреле 2024 года инициативу объявили экстремистским формированием.

## Партнёры Politzek.me
- Правозащитный центр «Весна»
- Письмо.бел
- Dissident.by[5]